# 木更津市立木更津第二中学校
木更津市立木更津第二中学校（きさらづしりつ きさらづだいにちゅうがっこう）は、千葉県木更津市にある市立中学校。

## 沿革
- 1947年 - 開校

## 学区
木更津市立木更津第二小学校学区の全域と木更津市立真舟小学校学区の全域と木更津市立請西小学校の学区の一部が木更津第二中学校の学区となる。
木更津市立木更津第二小学校学区
貝渕（1〜4丁目）、幸町（1〜3丁目）、桜井、桜井新町（1〜5丁目）、桜町（1、2丁目）、潮浜（1〜3丁目）、潮見（1〜7丁目）、新田（1〜3丁目）、新港、文京（1〜6丁目）、木材港
木更津市立請西小学校学区
請西（丁目なし、1、2丁目）
木更津市立真舟小学校学区
真舟（1〜5丁目）、請西東（6~8丁目）、請西南（1〜5丁目）

## 部活動
- 野球部
- サッカー部
- 陸上部
- ソフトボール部
- ソフトテニス部（男・女）
- バスケットボール部（男・女）
- バレーボール部（男・女）
- 卓球部
- 吹奏楽部
- 美術部
- コンピュータ部

## 所在地
- 千葉県木更津市請西941
- 日東交通バス学校前バス停より徒歩約7分（約560m）。

## 卒業した著名人
- 大坪政士 - 1964年東京オリンピックに男子棒高跳で出場した選手[3]
- 中尾彬
- イシワタケイタ